# Walle (Schwülper)
Walle ist ein Ortsteil der Gemeinde Schwülper in Niedersachsen. Die Ortschaft hat etwa 1350 Einwohner und ist Teil der Samtgemeinde Papenteich im Landkreis Gifhorn.

## Geografie

### Geografische Lage
Walle befindet sich nur wenige Kilometer nordwestlich der Stadt Braunschweig direkt an der Bundesautobahn 2 zwischen den Abfahrten Braunschweig-Watenbüttel und Braunschweig-Hafen. Der Ort liegt zwischen der Oker und der Schunter, welche nordwestlich von Walle in die Oker mündet. Damit befindet sich Walle vor dem südwestlichen Teil der Hochfläche des Papenteiches.
Verwaltungsmäßig gehört Walle bereits zum Landkreis Gifhorn. Walle bildet zusammen mit den Ortschaften Groß Schwülper, Lagesbüttel und Rothemühle die Gemeinde Schwülper und befindet sich etwa einen Kilometer südwestlich des Hauptortes Groß Schwülper. Nächstgelegene Stadt ist Braunschweig; weitere größere Städte in der Umgebung sind Celle, Gifhorn, Peine, Salzgitter, Wolfenbüttel und Wolfsburg.

### Nachbargemeinden
* Entfernungsangaben beziehen sich jeweils auf die Entfernung bis zum Ortszentrum.
|                            | Stadt Gifhorn (20 km)            |                                  |  |                         |
|                            | Ortsteil Groß Schwülper (1,5 km) | Ortsteil Lagesbüttel (1,5 km)    |  |                         |
| Ortsteil Rothemühle (3 km) |                                  | Braunschweig-Harxbüttel (3 km)   |  | Stadt Wolfsburg (27 km) |
| Ortsteil Hülperode (3 km)  | Bundesautobahn 2 (100 m)         | A2 (Abfahrt BS-Hafen) (2 km)     |  |                         |
|                            |                                  |                                  |  |                         |
|                            |                                  | Braunschweig Stadtzentrum (9 km) |  |                         |

## Bevölkerung
| Jahr | Einwohner |  | Jahr | Einwohner |
| ---- | --------- |  | ---- | --------- |
| 1821 | 221       |  | 1961 | 591       |
| 1871 | 277       |  | 1970 | 708       |
| 1912 | 382       |  | 1980 | 1032      |
| 1925 | 408       |  | 1990 | 1182      |
| 1933 | 365       |  | 2000 | 1365      |
| 1939 | 380       |  | 2018 | 1476      |
| 1950 | 607       |  |      |           |

## Geschichte

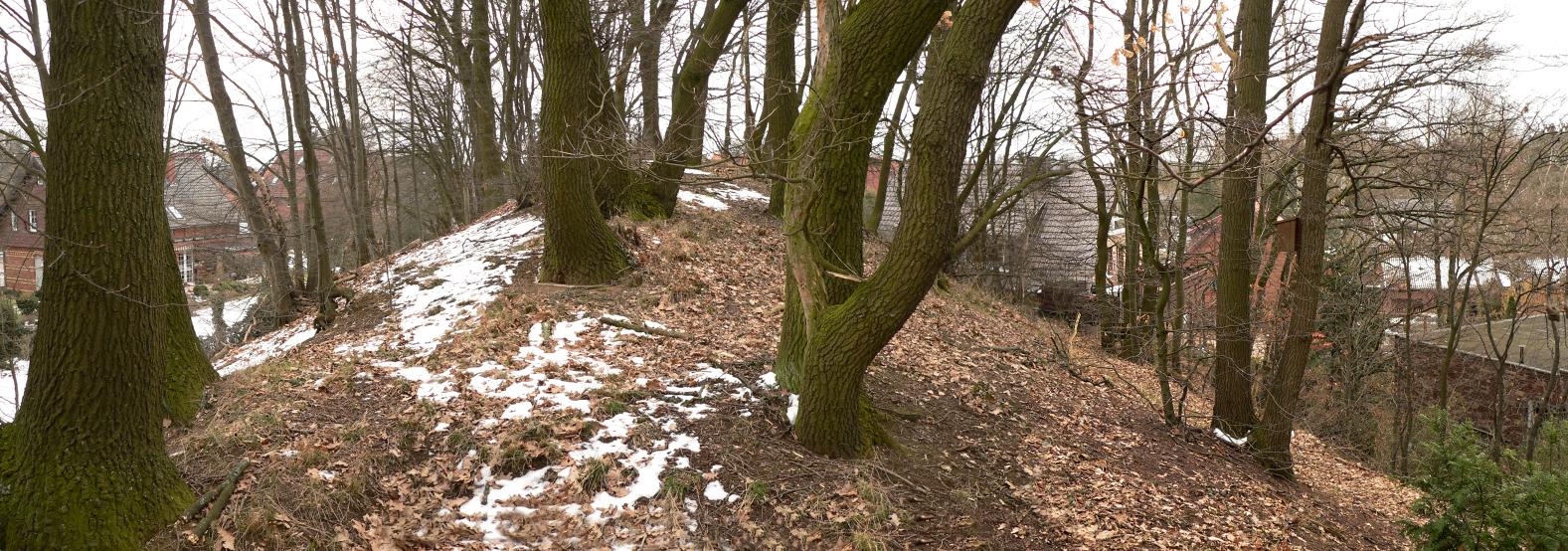
Wallkrone der Scheverlingenburg

Bauernhaus mit gekreuzten Pferdeköpfen in Walle (1892)

Das heutige Walle entstand aus der mittelalterlichen Scheverlingenburg, die im Jahre 1091 erstmals urkundlich erwähnt wurde. Ihr Niedergang wird im 14. Jahrhundert vermutet. Vorläufer der Burg war eine Wallburg mit einem mächtigen, heute noch bis zu zehn Meter hohen Wall aus der vorrömischen Eisenzeit zwischen dem fünften und dem siebten Jahrhundert v. Chr. Der Ortsname Walle bezieht sich auf die alte Wallanlage: Die Bevölkerung lebte im Walle oder auf dem Walle.
1800 erfolgte der Bau des neuen Schulgebäudes. 1855 entstand eine Ziegelei, die 1938 abgerissen wurde. Während des Zweiten Weltkriegs wurden am 29. Februar 1944 mehrere Gebäude schwer beschädigt. Durch einen Volltreffer im Hause des Friseurs wurden vier Erwachsene und drei Kinder getötet.

## Persönlichkeiten
Der Manager Wilfried Lochte (1928–2011) stammte aus Walle.